# Нидерландски език
Нидерландският език, наричан още холандски, принадлежи към групата на германските езици и се говори от около 21 милиона души, главно нидерландци и фламандци. Вариантът на нидерландския, говорен в Белгия, се нарича неофициално фламандски.
Въпреки че по-често езикът е наричан холандски (производно от разпространеното неточно название „Холандия“ за съвременната държава Нидерландия, включваща провинции Северна Холандия и Южна Холандия), възприетото в България академично име на езика е нидерландски. За част от говорещите нидерландски (като фламандците) наименованието холандски може да звучи обидно.

## История

### Произход и развитие
Нидерландският език е западногермански език. Той произхожда предимно от долнофранкския и частично от други германски диалекти, като например долносаксонски, и се е доразвил в Делтата на Рейн-Маас-Схелде, северозападно от Бенратската линия.
Мнозинството от говорените в Нидерландия диалекти са с долнофранкски произход. Те са тясно сродени с рейнски и мозелфранкски диалекти от немското езиково пространство. Долнофранкският спада към старофранкските диалекти. Нидерландският се отличава не само с франкски, но и със саксонски и фризийски влияния.
Съвременният нидерландски почива предимно върху наречията от историческите области Холандия и Брабант (преди всичко около някогашния езиков център Антверпен). Заемките в езика идват предимно от френски, а в най-ново време – преди всичко от английски.
Що се отнася до думите, нидерландският е запазил много повече стари думи от немския. Освен с него като западногермански език, нидерландският е сроден и с английския и фризийския.
Исторически най-младият западногермански език африканс, който се говори преди всичко в РЮА и Намибия, е непосредствено свързан с нидерландския.

### Генетично разположение
Също както при германските езици нидерландският не може да се класифицира еднозначно в исторически план.
Нидерландският, също като долнонемския и високонемския, спада към диалекталния континуум на континенталните западногермански езици. Във всеки случай днес между нидерландски и високонемски съществуват значителни различия на фонологично, морфлогично и лексикално-семантично ниво.
Нидерландският не се е развил в исторически план по същия начин, по който се е развил писменият високонемски, и се е оформил като независим език. Политическото разделение освен това е довело до отделен континуитет в езиковото развитие, включително и до различна динамика на външните езикови вличания (заемки) – в нидерландския език се наблюдават значително повече заети думи от френския, отколкото например в немския. Естествено нидерландският език се приема за отделен език.
Според традиционното, но междувременно рядко застъпвано схващане в историческата лингвистика, нидерландският и долнонемският се обединяват към обща група, която се отличава с това, че езиците нито са се променили според законите на второто звукоизместване, нито са взели участие в англофренските звукопромени. За долнофранския и долнонемския според този модел се приема, че имат един първоезик. Модерната лингвистика обаче отхвърля този модел, защото не е справедливо комплексна езикова действителност да се класифицира според звукопромените в нея. Въпреки това схващането все още намира застъпници извън научните среди. Днес теорията за общ долнонемски изходен език се приема за неправилна.

## Периодизиране
Историята на нидерландския език се разделя на следните фази.
Старонидерландски (около 800 – 1100) – като такъв се обозначават включващите се в областта на съвременната нидерландска езикова област долнофранкски диалекти. Има оскъдно количество запазени езикови източници.
Среднонидерландски (около 1100 – 1500) – под него се разбират частично писмено запазени долнофранкски диалекти. От това време датират и значими произведения от рицарско-дворцовата поезия.
Новонидерландски (от 16 в. до днес) – почива на холандски и брабантски писмени диалекти на нидерландския, на чиито основи се е образувал съвременният нидерландски кодифициран език. Поради отделната държава, засилващия се долнонемски и Северна Германия и развитието на истинска езикова граница, нидерландският в крайна сметка се развива до съвременното си езиково ниво.

## Географско разпространение
Нидерландски се говори от почти всички жители на Нидерландия и Фландрия (северната част на Белгия), където често се назовава с местното наименование фламандски. Говори се също така и в двуезичния регион Брюксел, заедно с френски. В най-северната част на Франция, в околностите на Дюнкерк, се говори от малък брой хора, които го наричат фламандски език. На карибските острови Аруба и на Нидерландските Антили (в това число Кюрасао, Синт Мартин, Бонер, Саба и Синт Еустациус) се говори заедно с местния папиаменто и английски. Нидерландският е единственият официален език на Суринам, като е майчин на около 60 % от населението, а повечето от останалата част на населението е двуезично (говори се и Сранантонго, както и други малцинствени езици).

## Граматика
Нидерландският е граматично близък до немски, например на синтактично ниво и на ниво вербална морфология. Нидерландският има граматични падежи, но те са предимно ограничени до местоимения и идиоми. В нидерландския има три рода: мъжки, женски и среден, макар че мъжкият и женският род са се слели в общата форма de, докато средният род het е останал различен, както и преди. Склоненията в нидерландската граматика, например при окончанията на прилагателните и съществителните имена, са се опростили с времето. Разлики от останалите западногермански езици се наблюдават при произношението, особено при дифтонги и буквата <g>, която се произнася гърлено (само в Холандия обаче, във Фландрия се произнася меко).